# Vieux Sun Life
Le Vieux Sun Life est un immeuble qui a marqué l'histoire du Vieux-Montréal à la suite de l'implantation de la Compagnie Sun Life dans la métropole. 
Situé à l'angle sud-est des rues Notre-Dame et Saint-Alexis, il forme un ensemble avec l'immeuble Waddell adjacent, ensemble occupant un îlot au 260-266 Notre-Dame Ouest. Sa composition architecturale est unique et comprend entre autres une cariatide ainsi que des caractéristiques de style château. Depuis 1981, l'édifice abrite des copropriétés de bureaux.

## La fondation de la compagnie
La Sun Life fut fondée en avril 1871. Elle se limitait alors, à la suite de l'adoption d'une loi, à la vente d'assurances contre les accidents et à l'assurance-vie. Son fondateur, Matthew Hamilton Gault, était un immigrant d'Irlande du Nord.

## Choix de l'emplacement

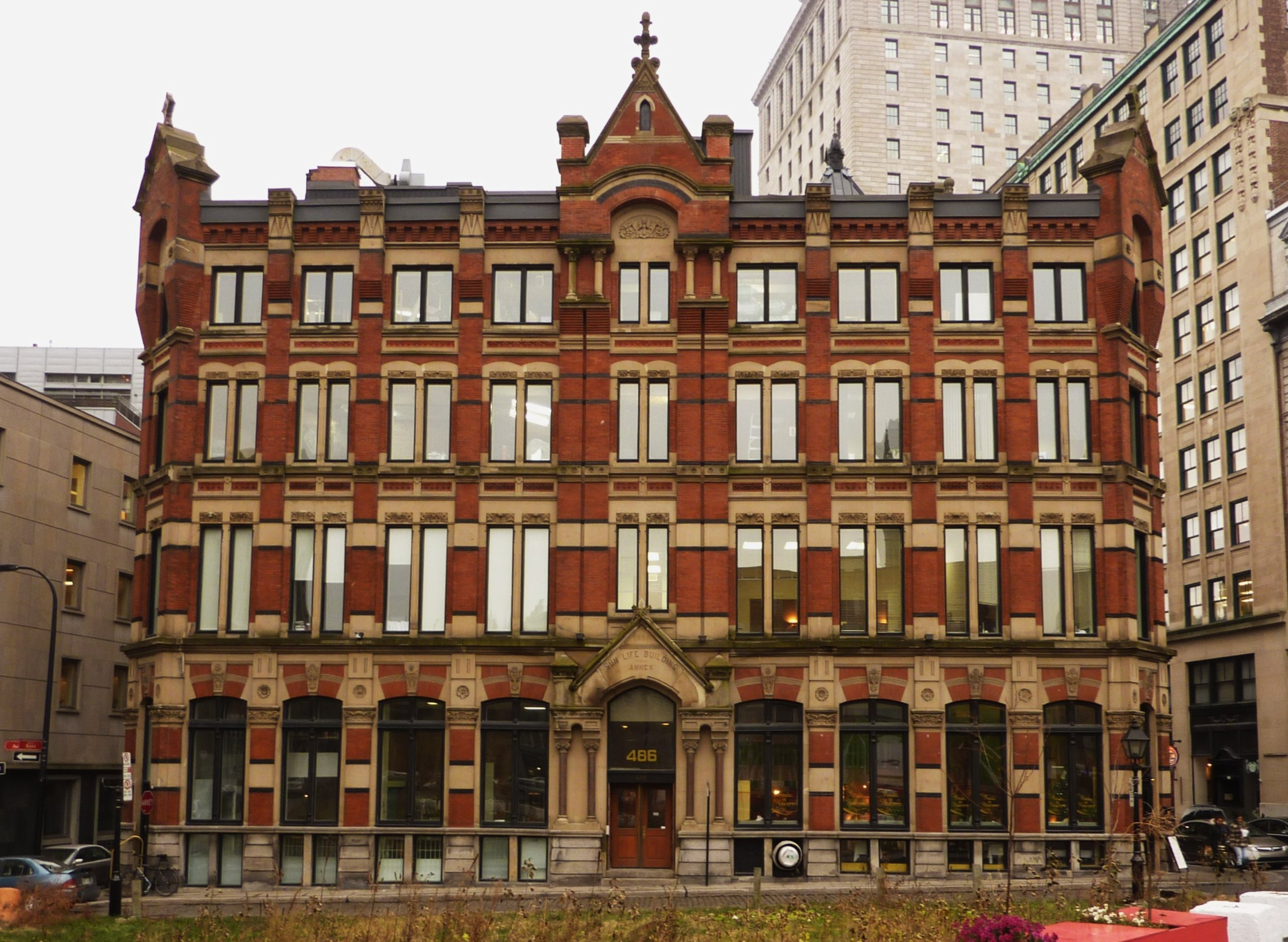
Édifice Waddell, annexe du Vieux Sun Life

La Sun Life est d'abord située rue Saint-Jacques. Cependant, la compagnie grandissant, ses bureaux deviennent rapidement trop petits. Au cours des années, Monsieur Gault fait donc l'acquisition de différents lots près des rues Notre-Dame, Saint-Pierre et Saint-Alexis. La Sun Life prend possession de son premier véritable siège social le 1er mai 1891, à l'angle des rues Notre-Dame et Saint-Alexis. L'édifice de cinq étages coûte 175 000 $. Conçu par Robert Findlay, c'est le premier bâtiment à structure métallique et à l'épreuve du feu à Montréal. Il est pourvu d'un ascenseur électrique et de 18 chambres fortes en brique et en acier. 
En 1897, l'entreprise prend de l'expansion dans l'immeuble adjacent situé au 260, rue Notre-Dame Ouest, l'édifice Waddell construit en 1884 par le fabricant de rails Waddell qui l'occupe. Dès 1908, Sun Life occupera tout l'immeuble.
En 1899, la Sun Life acquiert l'édifice Trafalgar Chambers sur le versant sud de la rue de l'Hôpital et construit une passerelle pour le relier à l'édifice principal.
Ces trois édifices existent encore, mais la passerelle a été démolie et l'immeuble au sud de la rue de l'Hôpital a été pratiquement reconstruit à la moderne.

## Architecture

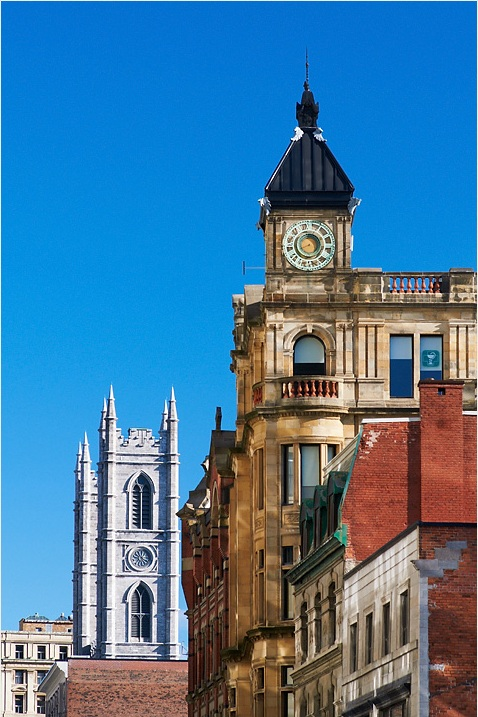
Tour d'angle
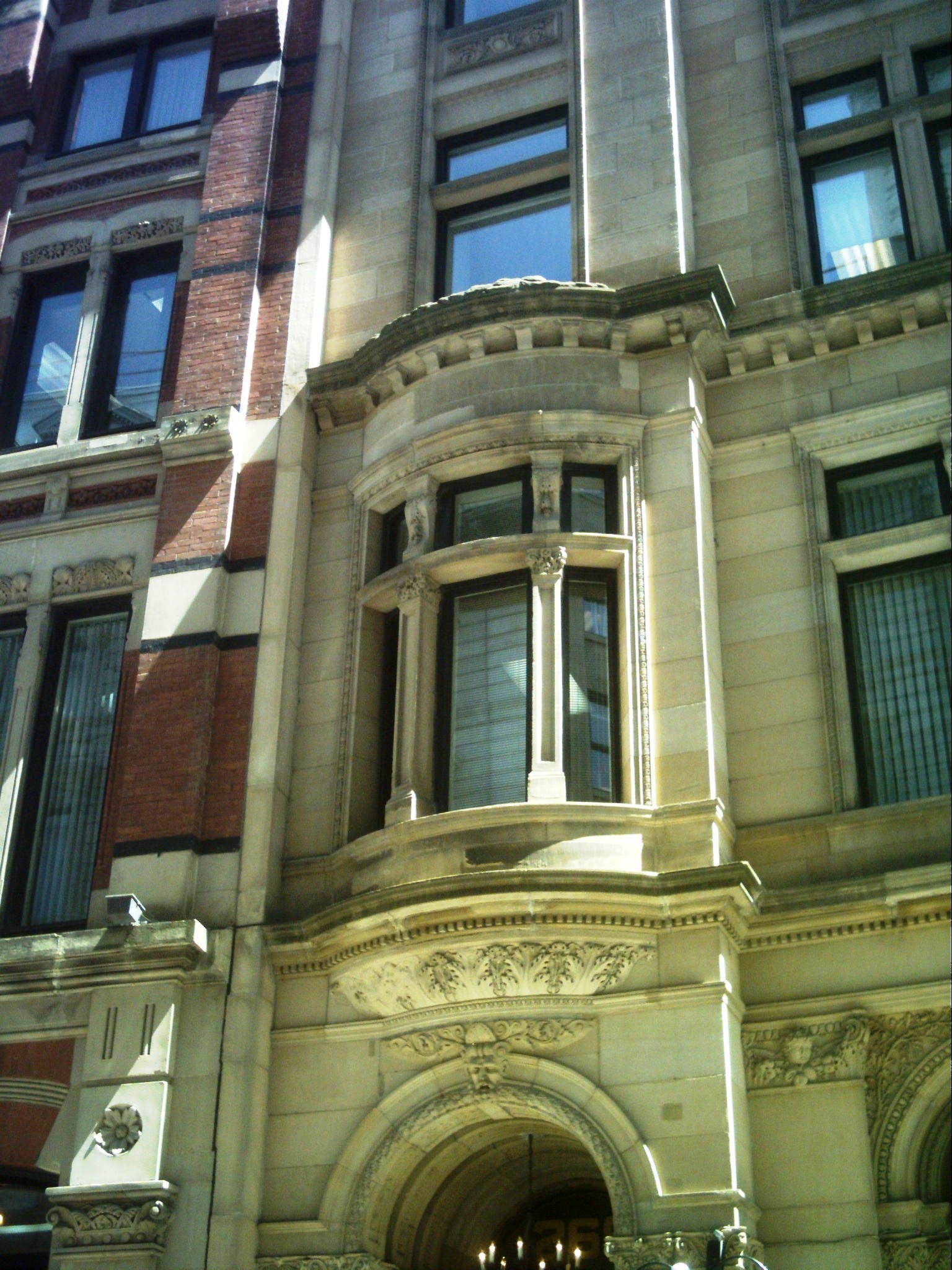
Fenêtre en encorbellement
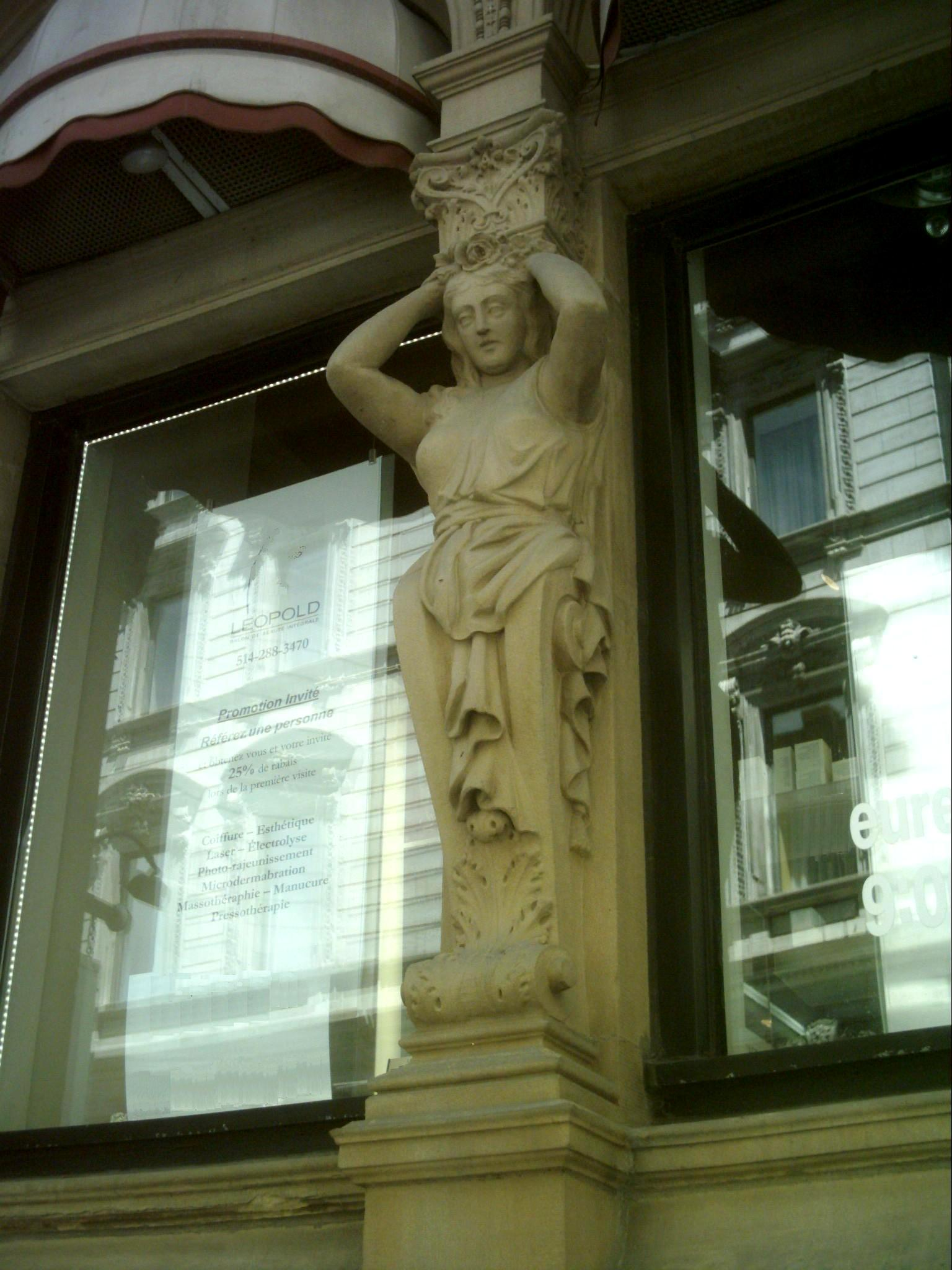
Cariatide

## Sources
- Guy Pinard, Montréal, son histoire, son architecture, Éditions La Presse, 1987.
- Joseph Schull, Un astre centenaire, Ministère des affaires culturelles, coll. « Compagnie d'assurance-vie Sun Life, documents divers ».
- Vieux Montréal : Fiche d'un bâtiment : Édifice Sun Life